# Polootevřená střední nezaokrouhlená samohláska
Polootevřená střední nezaokrouhlená samohláska je samohláska, označovaná v IPA číslem 326 a symbolem ɜ, který je odvozeno od řeckého písmene epsilon.

## Charakteristika
- Otevřenost: polootevřená samohláska. Jazyk se nachází v poloze mezi nízkou a středovou rovinou.
- Střední samohláska – jazyk se nachází ve střední poloze (mezi přední a zadní).
- Zaokrouhlenost: nezaokrouhlená samohláska. Rty nejsou při artikulaci zaokrouhleny.

## Výskyt
Tato samohláska se vyskytuje v angličtině (bird v Recieved Pronunciation, bust v dialektu státu Ohio), němčině (švábské dialekty), vietnamštině (např. xuân).
|                                                                                           | Přední                                                                                        | Téměř přední                                                                                  | Střední                                                                                       | Téměř zadní                                                                                   | Zadní                                                                                         |
| Zavřená                                                                                   | \| i • y ɨ • ʉ ɯ • u ɪ • ʏ • ʊ e • ø ɘ • ɵ ɤ • o ə ɤ̞ • o̞ ɛ • œ ɜ • ɞ ʌ • ɔ æ ɐ a • ɶ ɑ • ɒ \| | \| i • y ɨ • ʉ ɯ • u ɪ • ʏ • ʊ e • ø ɘ • ɵ ɤ • o ə ɤ̞ • o̞ ɛ • œ ɜ • ɞ ʌ • ɔ æ ɐ a • ɶ ɑ • ɒ \| | \| i • y ɨ • ʉ ɯ • u ɪ • ʏ • ʊ e • ø ɘ • ɵ ɤ • o ə ɤ̞ • o̞ ɛ • œ ɜ • ɞ ʌ • ɔ æ ɐ a • ɶ ɑ • ɒ \| | \| i • y ɨ • ʉ ɯ • u ɪ • ʏ • ʊ e • ø ɘ • ɵ ɤ • o ə ɤ̞ • o̞ ɛ • œ ɜ • ɞ ʌ • ɔ æ ɐ a • ɶ ɑ • ɒ \| | \| i • y ɨ • ʉ ɯ • u ɪ • ʏ • ʊ e • ø ɘ • ɵ ɤ • o ə ɤ̞ • o̞ ɛ • œ ɜ • ɞ ʌ • ɔ æ ɐ a • ɶ ɑ • ɒ \| |
| Téměř zavřená                                                                             | \| i • y ɨ • ʉ ɯ • u ɪ • ʏ • ʊ e • ø ɘ • ɵ ɤ • o ə ɤ̞ • o̞ ɛ • œ ɜ • ɞ ʌ • ɔ æ ɐ a • ɶ ɑ • ɒ \| | \| i • y ɨ • ʉ ɯ • u ɪ • ʏ • ʊ e • ø ɘ • ɵ ɤ • o ə ɤ̞ • o̞ ɛ • œ ɜ • ɞ ʌ • ɔ æ ɐ a • ɶ ɑ • ɒ \| | \| i • y ɨ • ʉ ɯ • u ɪ • ʏ • ʊ e • ø ɘ • ɵ ɤ • o ə ɤ̞ • o̞ ɛ • œ ɜ • ɞ ʌ • ɔ æ ɐ a • ɶ ɑ • ɒ \| | \| i • y ɨ • ʉ ɯ • u ɪ • ʏ • ʊ e • ø ɘ • ɵ ɤ • o ə ɤ̞ • o̞ ɛ • œ ɜ • ɞ ʌ • ɔ æ ɐ a • ɶ ɑ • ɒ \| | \| i • y ɨ • ʉ ɯ • u ɪ • ʏ • ʊ e • ø ɘ • ɵ ɤ • o ə ɤ̞ • o̞ ɛ • œ ɜ • ɞ ʌ • ɔ æ ɐ a • ɶ ɑ • ɒ \| |
| Polozavřená                                                                               | \| i • y ɨ • ʉ ɯ • u ɪ • ʏ • ʊ e • ø ɘ • ɵ ɤ • o ə ɤ̞ • o̞ ɛ • œ ɜ • ɞ ʌ • ɔ æ ɐ a • ɶ ɑ • ɒ \| | \| i • y ɨ • ʉ ɯ • u ɪ • ʏ • ʊ e • ø ɘ • ɵ ɤ • o ə ɤ̞ • o̞ ɛ • œ ɜ • ɞ ʌ • ɔ æ ɐ a • ɶ ɑ • ɒ \| | \| i • y ɨ • ʉ ɯ • u ɪ • ʏ • ʊ e • ø ɘ • ɵ ɤ • o ə ɤ̞ • o̞ ɛ • œ ɜ • ɞ ʌ • ɔ æ ɐ a • ɶ ɑ • ɒ \| | \| i • y ɨ • ʉ ɯ • u ɪ • ʏ • ʊ e • ø ɘ • ɵ ɤ • o ə ɤ̞ • o̞ ɛ • œ ɜ • ɞ ʌ • ɔ æ ɐ a • ɶ ɑ • ɒ \| | \| i • y ɨ • ʉ ɯ • u ɪ • ʏ • ʊ e • ø ɘ • ɵ ɤ • o ə ɤ̞ • o̞ ɛ • œ ɜ • ɞ ʌ • ɔ æ ɐ a • ɶ ɑ • ɒ \| |
| Středová                                                                                  | \| i • y ɨ • ʉ ɯ • u ɪ • ʏ • ʊ e • ø ɘ • ɵ ɤ • o ə ɤ̞ • o̞ ɛ • œ ɜ • ɞ ʌ • ɔ æ ɐ a • ɶ ɑ • ɒ \| | \| i • y ɨ • ʉ ɯ • u ɪ • ʏ • ʊ e • ø ɘ • ɵ ɤ • o ə ɤ̞ • o̞ ɛ • œ ɜ • ɞ ʌ • ɔ æ ɐ a • ɶ ɑ • ɒ \| | \| i • y ɨ • ʉ ɯ • u ɪ • ʏ • ʊ e • ø ɘ • ɵ ɤ • o ə ɤ̞ • o̞ ɛ • œ ɜ • ɞ ʌ • ɔ æ ɐ a • ɶ ɑ • ɒ \| | \| i • y ɨ • ʉ ɯ • u ɪ • ʏ • ʊ e • ø ɘ • ɵ ɤ • o ə ɤ̞ • o̞ ɛ • œ ɜ • ɞ ʌ • ɔ æ ɐ a • ɶ ɑ • ɒ \| | \| i • y ɨ • ʉ ɯ • u ɪ • ʏ • ʊ e • ø ɘ • ɵ ɤ • o ə ɤ̞ • o̞ ɛ • œ ɜ • ɞ ʌ • ɔ æ ɐ a • ɶ ɑ • ɒ \| |
| Polootevřená                                                                              | \| i • y ɨ • ʉ ɯ • u ɪ • ʏ • ʊ e • ø ɘ • ɵ ɤ • o ə ɤ̞ • o̞ ɛ • œ ɜ • ɞ ʌ • ɔ æ ɐ a • ɶ ɑ • ɒ \| | \| i • y ɨ • ʉ ɯ • u ɪ • ʏ • ʊ e • ø ɘ • ɵ ɤ • o ə ɤ̞ • o̞ ɛ • œ ɜ • ɞ ʌ • ɔ æ ɐ a • ɶ ɑ • ɒ \| | \| i • y ɨ • ʉ ɯ • u ɪ • ʏ • ʊ e • ø ɘ • ɵ ɤ • o ə ɤ̞ • o̞ ɛ • œ ɜ • ɞ ʌ • ɔ æ ɐ a • ɶ ɑ • ɒ \| | \| i • y ɨ • ʉ ɯ • u ɪ • ʏ • ʊ e • ø ɘ • ɵ ɤ • o ə ɤ̞ • o̞ ɛ • œ ɜ • ɞ ʌ • ɔ æ ɐ a • ɶ ɑ • ɒ \| | \| i • y ɨ • ʉ ɯ • u ɪ • ʏ • ʊ e • ø ɘ • ɵ ɤ • o ə ɤ̞ • o̞ ɛ • œ ɜ • ɞ ʌ • ɔ æ ɐ a • ɶ ɑ • ɒ \| |
| Téměř otevřená                                                                            | \| i • y ɨ • ʉ ɯ • u ɪ • ʏ • ʊ e • ø ɘ • ɵ ɤ • o ə ɤ̞ • o̞ ɛ • œ ɜ • ɞ ʌ • ɔ æ ɐ a • ɶ ɑ • ɒ \| | \| i • y ɨ • ʉ ɯ • u ɪ • ʏ • ʊ e • ø ɘ • ɵ ɤ • o ə ɤ̞ • o̞ ɛ • œ ɜ • ɞ ʌ • ɔ æ ɐ a • ɶ ɑ • ɒ \| | \| i • y ɨ • ʉ ɯ • u ɪ • ʏ • ʊ e • ø ɘ • ɵ ɤ • o ə ɤ̞ • o̞ ɛ • œ ɜ • ɞ ʌ • ɔ æ ɐ a • ɶ ɑ • ɒ \| | \| i • y ɨ • ʉ ɯ • u ɪ • ʏ • ʊ e • ø ɘ • ɵ ɤ • o ə ɤ̞ • o̞ ɛ • œ ɜ • ɞ ʌ • ɔ æ ɐ a • ɶ ɑ • ɒ \| | \| i • y ɨ • ʉ ɯ • u ɪ • ʏ • ʊ e • ø ɘ • ɵ ɤ • o ə ɤ̞ • o̞ ɛ • œ ɜ • ɞ ʌ • ɔ æ ɐ a • ɶ ɑ • ɒ \| |
| Otevřená                                                                                  | \| i • y ɨ • ʉ ɯ • u ɪ • ʏ • ʊ e • ø ɘ • ɵ ɤ • o ə ɤ̞ • o̞ ɛ • œ ɜ • ɞ ʌ • ɔ æ ɐ a • ɶ ɑ • ɒ \| | \| i • y ɨ • ʉ ɯ • u ɪ • ʏ • ʊ e • ø ɘ • ɵ ɤ • o ə ɤ̞ • o̞ ɛ • œ ɜ • ɞ ʌ • ɔ æ ɐ a • ɶ ɑ • ɒ \| | \| i • y ɨ • ʉ ɯ • u ɪ • ʏ • ʊ e • ø ɘ • ɵ ɤ • o ə ɤ̞ • o̞ ɛ • œ ɜ • ɞ ʌ • ɔ æ ɐ a • ɶ ɑ • ɒ \| | \| i • y ɨ • ʉ ɯ • u ɪ • ʏ • ʊ e • ø ɘ • ɵ ɤ • o ə ɤ̞ • o̞ ɛ • œ ɜ • ɞ ʌ • ɔ æ ɐ a • ɶ ɑ • ɒ \| | \| i • y ɨ • ʉ ɯ • u ɪ • ʏ • ʊ e • ø ɘ • ɵ ɤ • o ə ɤ̞ • o̞ ɛ • œ ɜ • ɞ ʌ • ɔ æ ɐ a • ɶ ɑ • ɒ \| |
| Tam, kde se symboly objevují ve dvojicích, znak vpravo označuje zaokrouhlenou samohlásku. |                                                                                               |                                                                                               |                                                                                               |                                                                                               |                                                                                               |
| i • y ɨ • ʉ ɯ • u ɪ • ʏ • ʊ e • ø ɘ • ɵ ɤ • o ə ɤ̞ • o̞ ɛ • œ ɜ • ɞ ʌ • ɔ æ ɐ a • ɶ ɑ • ɒ   |                                                                                               |                                                                                               |                                                                                               |                                                                                               |                                                                                               |